# Ophiomyia berii
Ophiomyia berii är en tvåvingeart som beskrevs av Garg 1971. Ophiomyia berii ingår i släktet Ophiomyia och familjen minerarflugor. Inga underarter finns listade i Catalogue of Life.